# Parastenasellus chappuisi
Parastenasellus chappuisi is een pissebed uit de familie Stenasellidae. De wetenschappelijke naam van de soort is voor het eerst geldig gepubliceerd in 1938 door Remy.